# Rocky Mountain News
El Rocky Mountain News fue un periódico matutino estadounidense publicado de lunes a sábado, con formato tabloide, en Denver (Colorado). Pertenecía a la empresa E. W. Scripps Company. En marzo de 2006, la tirada de lunes a viernes fue de 255.427 ejemplares.
Bajo la dirección del presidente y editor John Temple, el Rocky Mountain News ganó cuatro Premios Pulitzer desde el año 2000. Los dos últimos, recibidos en 2006, fueron en las categorías Artículo de Fondo y Fotografía de Reportaje.
El 26 de febrero de 2009 se anunció que la última edición del periódico sería publicada el día siguiente, lo cual convirtió al periódico Denver Post en el único periódico diario de la ciudad.